# Esztergom
Esztergom madžarska izgovorjava: [ɛstɛrgom] (nemško Gran, slovaško Ostrihom, latinsko Strigonium) je mesto na severu Madžarske, v županiji Komárom-Esztergom. Je mesto z okrajnimi pravicami na severu Madžarske, 46 kilometrov severozahodno od glavnega mesta Budimpešta. Leži v županiji Komárom-Esztergom, na desnem bregu reke Donave in ob severnih obronkih gričevja Pilis ki tam meji s Slovaško. Esztergom je bil glavno mesto Madžarske od 10. do sredine 13. stoletja, ko je madžarski kralj Béla IV. preselil kraljevi sedež v Budim.
Esztergom je sedež primasa katoliške cerkve na Madžarskem in nekdanji sedež madžarskega ustavnega sodišča. Mesto ima krščanski muzej z največjo cerkveno zbirko na Madžarskem. Njena katedrala, bazilika Esztergom, je največja cerkev na Madžarskem. V bližini bazilike je kampus katoliške univerze Pázmány Péter.

## Zgodovina
Esztergom je eno najstarejših mest na Madžarskem. Esztergom, kot je obstajal v srednjem veku, zdaj leži pod današnjim mestom. Rezultati najnovejših arheoloških izkopavanj kažejo, da sta bila Várhegy (Grajski hrib) in njegova okolica poseljena že od konca ledene dobe pred 20.000 leti. Prvi ljudje, znani po imenu, so bili Kelti iz zahodne Evrope, ki so se naselili v regiji okoli leta 350 pr. n. št. Na Varhegyju je obstajala cvetoča keltska naselbina, dokler regije ni osvojil Rim. Nato je postalo pomembno obmejno mesto rimske province Panonije, znano po imenu Salvio Mansio, Salvio ali Solva. Do 7. stoletja se je mesto imenovalo Stregom in kasneje Gran, vendar se je kmalu vrnilo v prvo, ki se je do 13. stoletja razvilo v Esztergom. Germanske in avarske arheološke najdbe, najdene na tem območju, razkrivajo, da so se ti ljudje tja naselili po obdobju preseljevanja, ki ga je povzročil razpad Rimskega cesarstva.
Približno leta 500 našega štetja so se slovanski narodi priselili v Panonsko nižino. V 9. stoletju je bilo ozemlje večinoma pod frankovskim nadzorom, morda pa je bilo tudi del Velikomoravske. V staroslovanskem jeziku so ga imenovali Strěgom ('straža'), saj je bil strateška nadzorna točka za dolino Donave.
Madžari so leta 896 vstopili v Panonsko nižino in jo sistematično osvajali, v celoti pa so uspeli leta 901. Leta 960 si je vladajoči princ Géza Ogrski izbral Esztergom za svojo rezidenco. Njegov sin Vajk, ki so ga kasneje imenovali sveti Štefan I. Ogrski, se je rodil v njegovi palači, zgrajeni na rimskem kastrumu na Várhegyju (Grajski grič) okoli 969–975. Leta 973 je Esztergom služil kot izhodišče pomembnega zgodovinskega dogodka: med veliko nočjo tistega leta je Géza poslal odbor na mednarodno mirovno konferenco cesarja Otona I. v Quedlinburg. Cesarju je ponudil mir in prosil za misijonarje.
Na severni strani hriba je stala knežja rezidenca. Središče hriba je zavzemala bazilika, posvečena sv. Adalbertu, ki naj bi po legendi krstil sv. Štefana. Cerkev svetega Adalberta je bila sedež nadškofa v Esztergomu, poglavarja Rimskokatoliške cerkve na Ogrskem. Do takrat se je v mesto naselilo že precej obrtnikov in trgovcev.
Štefanovo kronanje je bilo v Esztergomu bodisi na božič leta 1000 ali 1. januarja 1001. Od časa njegove vladavine do začetka 13. stoletja je tu delovala edina kovnica denarja v državi. V istem obdobju je bil zgrajen grad Esztergom (Estergon Kalesi v turščini). Do mongolskega obleganja Esztergoma leta 1241 (med prvim mongolskim vdorom) ni služil le kot kraljeva rezidenca, ampak tudi kot središče ogrske države, vere in okraja Esztergom. Esztergomski nadškof je bil vodja desetih škofij, ki jih je ustanovil Štefan. Nadškof je pogosto opravljal pomembne državne funkcije in imel izključno pravico do kronanja kraljev.
Naselbine kraljevih uslužbencev, trgovcev in obrtnikov ob vznožju Várhegy (Grajski grič) so se razvile v najpomembnejše mesto v dobi rodbine Árpád – to je bilo najpomembnejše področje gospodarskega življenja v državi. Po mnenju Francoza Oda iz Deuila, ki je državo obiskal leta 1147, »Donava nosi gospodarstvo in zaklade več držav v Esztergom«.
Mestni svet so sestavljali najbogatejši meščani mesta (prebivalci francoskega, španskega, nizozemskega in italijanskega porekla), ki so se ukvarjali s trgovino. Grb Esztergoma je nastal iz njihovega pečata v 13. stoletju. To je bilo mesto, kjer so se tuji monarhi srečali z ogrskimi kralji. V tem mestu se je na primer srečal cesar Konrad II. (1147) z Gézo II. Do drugega pomembnega srečanja je prišlo, ko je nemški cesar Friderik I. Barbarossa obiskal Bélo III. Vsi zgodovinarji, ki so potovali z njimi, so se strinjali o bogastvu in pomenu Esztergoma. Arnold iz Lübecka, zgodovinar s Friderikom Barbarosso, je Esztergom imenoval glavno mesto madžarskega ljudstva (quae Ungarorum est metropolis).
V začetku 13. stoletja je bil Esztergom središče političnega in gospodarskega življenja države. To pojasnjuje nagyváradski kanonik Rogerij Apulijski, ki je bil priča prvemu opustošenju države med tatarsko invazijo, ki je oblegala Esztergom, in je v svoji pesmi Carmen Miserabile ('Žalostna pesem') zapisal: »ker ni bilo drugega mesta, kot je Esztergom na Ogrskem so Tatari (obleganje Esztergoma) razmišljali o prečkanju Donave, da bi tam postavili tabor«, kar se je natanko zgodilo po zamrznitvi Donave. Glavno mesto Árpádove dobe je bilo uničeno v hudi bitki. Čeprav so po dokumentih, ki so ostali nedotaknjeni, nekateri prebivalci (tisti, ki so pobegnili v grad) preživeli in so se naselili novi prebivalci, ki so kmalu začeli obnavljati mesto, je izgubilo vodilno vlogo. Béla IV. Ogrski je palačo in grad podaril nadškofu, svojo rezidenco pa preselil v Budim. Béla IV. in njegova družina so bili pokopani v frančiškanski cerkvi v Esztergomu, ki je bila uničena med invazijo in jo je leta 1270 ponovno zgradil Béla IV.
Po teh dogodkih so grad zgradili in okrasili škofje. Središče kraljevega mesta, ki je bilo obdano z obzidjem, je bilo še vedno pod kraljevo oblastjo. Številni različni samostani so se vrnili ali naselili v verskem središču.
Medtem so se meščani borili za ohranitev in povrnitev pravic mest proti širitvi cerkve v kraljevem mestu. V kaotičnih letih po padcu Árpádovcev je Esztergom utrpel še eno nesrečo: leta 1304 so sile češkega kralja Venčeslava II. zavzele in vdrle v grad. V naslednjih letih je bil grad v lasti več posameznikov: Karel I. Ogrski in nato Ludvik I. Ogrski, ki je bil pokrovitelj mesta. Leta 1327 so Kovácsi, najvplivnejše predmestje mesta, ki leži na jugovzhodu, združili z Esztergomom. Nekdanje predmestje je imelo tri cerkve, v katerih so prebivali predvsem kovači, zlatarji in kovači.
V 14. in 15. stoletju je Esztergom doživel pomembne dogodke in je skupaj z Budimom postal ena najvplivnejših akropol madžarske kulture. Njihove dvore, ki so bili podobni kraljevim dvorom v Budimu in Višegradu, so obiskovali kralji, znanstveniki in umetniki, kot so Ludvik I. Ogrski, Sigismund Luksemburški, kralj Matija Korvin, Galeotto Marzio, Regiomontanus, slavni astronom Marcin Bylica in Georg von Peuerbach, Peter Pavel Vergerij in Antonio Bonfini, zgodovinar kralja Matije, ki v svojem delu hvali konstruktivno delo Jánosa Vitéza, vzgojitelja kralja Matije. Ob stolnici je dal zgraditi knjižnico in observatorij. Kot je Bonfini zapisal o svoji mojstrovini, svoji palači in terasastih vrtovih: »je dal zgraditi prostorno sobo za viteze v gradu. Pred njo je zgradil čudovito ložo iz rdečega marmorja. Pred sobo je zgradil kapelo Sibil, katerih stene so bile okrašene s slikami sibil. Na stenah viteške sobe ni bilo mogoče najti le podobe vseh kraljev, ampak tudi skitske prednike okrašen s stebri in hodnikom nad njima, je zgradil okrogel stolp iz rdečega marmorja z več sobami in balkoni. Baziliko svetega Adalberta je dal pokriti s steklenimi ploščicami. Vdova kralja Matije, Beatrix Aragonska, je živela na gradu Esztergom deset let (1490–1500).«
Čas naslednjega prebivalca, nadškofa Tamása Bakócza († 1521), je mestu dal pomembne spomenike. Leta 1507 je dal italijanskim arhitektom zgraditi kapelo Bakócz, ki je najzgodnejša in najpomembnejša renesančna stavba, ki se je ohranila na Madžarskem. Oltarno sliko kapele je leta 1519 iz belega marmorja izklesal Andrea Ferrucci, kipar iz Fiesole.
Osmanska osvojitev Mohača leta 1526 je prizadela tudi prej cvetoči Esztergom. V bitki pri Mohaču je umrl nadškof v Esztergomu. V obdobju med letoma 1526 in 1543, ko sta na Madžarskem vladala dva rivalska kralja, je bil Esztergom oblegan šestkrat. Včasih so napadle sile Ferdinanda I. ali Ivana Zápolje, včasih Osmani. Končno je leta 1530 Ferdinand I. zasedel grad. V grad je namestil tuje plačance, kapitelj in škofovstvo pa je poslal v Nagyszombat in Pozsony (zato je nekaj zakladnice, arhiva in knjižnice preživelo).
Leta 1543 je sultan Sulejman Veličastni napadel grad in ga zavzel. Grad je nato ostal pod Osmanskim cesarstvom.
Esztergom (kot Estergon) je postal središče osmanskega sandžaka, ki je nadzoroval več okrajev, in tudi pomemben grad na severozahodni meji Osmanskega cesarstva – glavno območje za preprečevanje napadov na rudarska mesta v visokogorju, Dunaj in Budim. Leta 1594 je med neuspešnim, a uničujočim obleganjem obzidja Víziváros umrl v akciji Bálint Balassa, prvi madžarski pesnik, ki je pridobil evropski pomen. Najbolj uničujoče obleganje je bilo leta 1595, ko so grad ponovno zavzele čete grofa Karla von Mansfelda in grofa Mátyása Csesznekyja. Cena, ki jo je bilo treba plačati, pa je bila visoka. Večina stavb v gradu in mestu, ki so bile zgrajene v srednjem veku, je bila v tem obdobju uničena, osvajalce pa so pričakale le nenaseljene, zapuščene ruševine.
Leta 1605 so Osmani znova prevzeli nadzor nad gradom in celotno regijo ter ohranili svojo oblast do leta 1683. Čeprav so se Osmani v glavnem ukvarjali z gradnjo in utrjevanjem gradu, so zgradili tudi pomembne nove stavbe, vključno z mošejami, minareti in kopališči. Te strukture, skupaj s sodobnimi stavbami, so bile uničene med obleganjem leta 1683, kar je povzročilo ponovno osvojitev Esztergoma - čeprav so nekatere turške stavbe prevladovale do začetka 18. stoletja. Zadnjič so osmanske sile napadle Esztergom leta 1685. V naslednjem letu je bil osvojen tudi Budim. Med temi bitkami je izginil János Bottyán, kapitan konjenice, pozneje legendarna osebnost Rákóczijeve vojne za neodvisnost. Vse, kar je bilo ob koncu stoletja obnovljeno, je bilo uničeno in požgano med dolgotrajnim, a končno uspešnim obleganjem Ferenca Rákóczija.
Uničeno ozemlje so naselili madžarski, slovaški in nemški naseljenci. Takrat se je razvila nova nacionalna pokrajina. Na območju, kjer je bilo prej 65 madžarskih vasi, so jih obnovili le 22. Čeprav je obnovljeno mesto dobilo svobodne kraljeve pravice, je bilo po velikosti in pomenu le senca svojega nekdanjega sebe.
Okrepila se je obrt in okoli leta 1730 je v Esztergomu delovalo 17 samostojnih obrti. Velik pomen je imela tudi vinska kultura. To je bilo tudi obdobje, ko sta se razvila baročna podoba središča mesta in Víziváros (Vodno mesto). Glavna značilnost starega mesta je preprostost in zmernost njegove meščanske baročne arhitekture. Najlepše stavbe so okoli tržnice (trg Széchenyi).
Leta 1761 je škofija ponovno prevzela nadzor nad gradom, kjer so začeli predhodne postopke obnove novega verskega središča: sredino Várhegy (Grajski grič), ostanke cerkva sv. Štefana in sv. Adalberta so pospravili, da bi zagotovili prostor za novo katedralo.
Čeprav so velika gradbena dela in preselitev škofije (1820) igrala pomembno vlogo v življenju mesta, se je tempo razvoja Esztergoma postopoma upočasnil in dela na novi baziliki so se ustavila.
Do začetka 20. stoletja je Esztergom pridobil pomen zaradi svojih kulturnih in izobraževalnih ustanov ter kot upravna prestolnica. Položaj mesta se je poslabšal po Trianonski pogodbi leta 1920, po kateri je postal obmejno mesto in izgubil večino prejšnjega ozemlja.
To je bil tudi kraj, kjer je pesnik Mihály Babits preživljal svoja poletja od leta 1924 do svoje smrti leta 1941. Pesnikovo prebivališče je bilo eno od središč literarnega življenja v državi; pomembno je vplival na intelektualno življenje v Esztergomu.
Esztergom je imel eno najstarejših judovskih skupnosti na Madžarskem. Do leta 1050 so imeli tukaj bogoslužni prostor. Kralj Karel I. (Caroberto) je leta 1326 skupnosti podaril parcelo za pokopališče.
Po popisu leta 1910 je bilo 5,1 % Judov, popis leta 1941 pa 1510 Judov. Skupnost je vzdrževala osnovno šolo do leta 1944. 28. aprila 1944 je bilo ukazano, da se judovske trgovine zaprejo, 11. maja pa je bil ustanovljen kratkotrajni geto. Nekdanje judovske trgovine so bile 9. junija predane nejudom. Zapornike geta so v začetku junija poslali v Komárom, nato pa 16. junija 1944 deportirali v Auschwitz. Januarja 1945 sta bili v bližini Ágfalve na avstrijski meji množično usmrčeni dve enoti prisilnega dela, katerih člani so bili predvsem Judje iz Esztergoma.
Sovjetske čete so mesto zavzele 26. decembra 1944, vendar so jih Nemci 6. januarja 1945 potisnili nazaj, ki pa so bili dokončno pregnani 21. marca 1945.
Most Mária Valéria, ki povezuje Esztergom z mestom Štúrovo na Slovaškem, je bil obnovljen leta 2001 s podporo Evropske unije. Prvotno so ga slovesno odprli leta 1895, a so ga umikajoče nemške čete leta 1944 uničile. Novembra 2005 so odprli novo termalno in wellness zdravilišče.

## Arhitektura
Eden najpomembnejših dogodkov 1930-ih je bilo raziskovanje in prenova ostankov palače iz obdobja Árpádovcev. To je ponovno postavilo Esztergom v središče pozornosti. Po drugi svetovni vojni je Esztergom ostal eno najbolj opustošenih mest. Vendar pa je obnova počasi uspela izbrisati sledi vojne, pri čemer sta dve najpomembnejši značilnosti Esztergoma pridobili pomen: zaradi svojega položaja je bil kulturno središče območja (v njegovih osnovnih, srednjih šolah in fakulteti se je izobraževalo več kot 8000 dijakov). Po drugi strani pa je zaradi lokalnega industrijskega razvoja postalo pomembna osnova za madžarsko industrijo orodij in strojev.
To mesto s svojo spektakularno pokrajino in številnimi spomeniki, ki so priče bojev madžarske zgodovine, je priljubljeno predvsem med turisti, ki jih zanimajo lepote preteklosti in umetnost. Vendar se zdi, da mesto ponovno dobiva svojo vlogo v državni politiki, njegove stavbe in tradicija pa oživljajo.

### Grad in palača
Vijugave ulice mesta s svojimi cerkvenimi stolpi ustvarjajo zgodovinsko vzdušje. Pod Esztergomsko baziliko, na robu gore, stoji staro obzidje in bastijoni – ostanki gradu Esztergom. Ostanki enega dela kraljeve palače in gradu, ki je bil zgrajen med osmansko vladavino, so bili zakopani v zemlji do 1930-ih.
Večina delov palače je bila raziskana in obnovljena v obdobju med letoma 1934 in 1938, še danes pa tam potekajo arheološka izkopavanja. Skozi ozke stopnice, uličice, pod oboki in vrati, zgrajenimi v romanskem slogu, se zdi, da oživi delček preteklosti. Ta del palače je bil zgrajen v času kralja Béle III. Z ženo - hčerko Ludvika VII. - so prispeli francoski arhitekti in konec 12. stoletja zgradili poznorimsko in zgodnjegotsko stavbo.
Freske palačne kapele so iz 12. do 14. stoletja, na stenah motte pa je mogoče občudovati nekaj najlepših slik zgodnje madžarske renesanse (15. stoletje). S terase palače lahko občudujete pokrajino Esztergoma. Pod teraso so hiše in cerkve škofovskega mesta ali Víziváros (Vodno mesto) in primasova palača. Nasproti palače je hrib svetega Tomaža, obkrožen s hribi in Donavo. Obzidje gradu še danes stoji na severnem delu bazilike. S severne rondele je mogoče občudovati pogled na Štúrovo (Párkány) na drugi strani Donave, pa tudi na Szentgyörgymező, dolino Donave in tako imenovana okrožja Víziváros.

### Estergomska stolnica
Tisti, ki danes potujete v Esztergom, lahko občudujete najmonumentalnejšo stavbo madžarskega klasicizma, baziliko, ki nemo vlada pokrajini nad vijugasto Donavo, obdano s hribi.
Stavba, ki bi lahko veljala za simbol mesta, je največja cerkev na Madžarskem in je bila zgrajena po načrtih Pála Kühnela, Jánosa Páckha in Józsefa Hilda med letoma 1822 do 1869. Franz Liszt je za to priložnost napisal Esztergomsko mašo. Klasicistična cerkev je ogromna: višina kupole je 71,5 metra; ima velikanske oboke in ogromen oltarni del Michelangela Grigolettija. Na eni strani, v kapeli svetega Štefana, so bleščeče relikvije madžarskih in svetnikov drugih narodov ter dragocen nakit. Na južni strani je vidna kapela Bakócz, edina, ki je preživela srednji vek. Graditelji bazilike so to stavbo razstavili na 1600 kosov in jo v prvotni obliki vključili v novo cerkev.
Zakladnica hrani številne mojstrovine srednjeveškega zlatarstva. Roke zahodnoevropskih mojstrov hvalijo predmeti, kot so kronski srebrni križ, ki se uporablja že od 13. stoletja, okrašeni kelihi, procesijski križ Francesca Francia, zgornji del dobro znane 'Matijeve kalvarije', ki je okrašena v tehniki redkega emajla ronde-bosse. Zakladnica ima tudi obsežno zbirko tradicionalnih madžarskih in evropskih tekstilij, vključno z ornati, liturgičnimi oblačili in oblačili.
Zvok ogromnega zvona, obešenega v južnem stolpu, se sliši kilometre daleč. Z vrha velike kupole lahko obiskovalci vidijo dih jemajoč razgled: na severu, vzhodu in jugu pokrajini kraljujejo verige hribovja Börzsöny, Višegrad, Pilis in Gerecse, na zahodu v dolini Donavo lahko vidimo do Malih ravnic.

### Viziváros
Odsek Víziváros je dobil ime po tem, ko je bil zgrajen na bregovih Kis- in Nagy Duna (Mala in Velika Donava). Njegove trdnjave, obzidje, bastijone in turške rondele je še vedno mogoče videti ob sprehodu po bregovih Donave. Ob severnem koncu obzidja, na bregu reke Nagy-Duna, je postavljen zanimiv spomenik, kamnita miza z osmansko turškimi zapisi spominja na zmagovito obleganje sultana Sulejmana Veličastnega leta 1543. Ozke, vijugaste ulice znotraj obzidja skrivajo ostanke turških mošej in kopeli.
Vzdolž čudovitih ulic Víziváros, obkrožena z baročnimi in klasicističnimi stavbami, stoji Primasova palača, ki jo je zasnoval József Lippert (1880–82). V tej stavbi je Keresztény Múzeum (Krščanski muzej), ki ga je ustanovil nadškof János Simor. Hrani bogato zbirko srednjeveških madžarskih tabelnih slik in kipov ter dela italijanskega in zahodnoevropskega slikarstva in obrti (13.-18. stoletje). Tu je mogoče občudovati kapeli podobno strukturo poznogotskega 'Úrkoporsó' (Gospodova krsta) iz Garamszentbenedeka, ki jo krasijo poslikane lesene skulpture (ok. 1480), krilni oltar Tomaža iz Coloswarja (1427), slike mojstra M. S. (1506), gotski oltarji iz zgornje zgodovinske Madžarske (Felvidék), ročna dela italijanskih, nemških in flamskih umetnikov iz 13.–17. stoletja, tapiserije in keramika.
Stavba muzeja Balassa Bálint, ki je bila zgrajena v baročnem slogu na srednjeveških temeljih in je v Vízivárosu, je služila kot prva mestna hiša v okrožju Esztergom, potem ko so bili Turki pregnani iz regije.
Župnijska cerkev v središču Vízivárosa, ki so jo zgradili jezuiti med letoma 1728 in 1738, in enostolpne frančiškanske cerkve so prav tako mojstrovine baročne arhitekture.

### Stolnična knjižnica
Stolnična knjižnica, ki stoji v južnem delu mesta in je bila zgrajena leta 1853 po načrtih Józsefa Hilda, je ena najbogatejših verskih knjižnic na Madžarskem, saj ima približno 250.000 knjig, med katerimi je več kodeksov in inkunabul, kot npr. latinsko razlago Visoke pesmi iz 12. stoletja, Lövöföldi Corvina, ki izvira iz donacij kralja Matije ali Jordánszky Codex, ki vključuje madžarski prevod Svetega pisma iz let 1516 do 1519. Poleg Bakócz in Ulászló, hranijo tudi Balassovo Sveto pismo, v katerem je Balassov stric Balassa András zapisal okoliščine njegovega rojstva in smrti.

### Szent Tamás-hegy
Glavna znamenitost bližnjega 'Szent Tamás-hegy' (Hrib svetega Tomaža - Szenttamás) je baročna Kalvarija s klasicistično kapelo na vrhu hriba, ki je bila zgrajena v spomin na junake, ki so umrli za Esztergom. Hrib je dobil ime po cerkvi, ki jo je zgradil škof Lukács Bánffy v spomin na mučenca svetega Tomaža Becketa, ki je bil njegov soštudent na pariški univerzi. Cerkev in gradič, ki so ju tam zgradili Turki, sta bila že zdavnaj porušena. Na njenem prvotnem mestu, na vrhu hriba, v ozkih vijugastih ulicah in majhnih hišicah, ki so jih gradili mojstri, ki so gradili baziliko v začetku prejšnjega stoletja, je vzdušje podobno tistemu iz Tabán v Budimu. Ob vznožju hriba sta bazen in klasicistična stavba hotela Fürdő Szálló (Kopališče). Tu je leta 1848 ostal Lajos Kossuth na eni od svojih naborniških tur.
Na južnih pobočjih hriba je sredozemska vijugasta pot s stopnicami, ki vodijo do baročne kapele sv. Štefana.

### Széchényjev trg in mestna hiša
Glavni trg mesta je Széchényjev trg. Med številnimi stavbami v baročnem, rokokojskem in klasicističnem slogu je ena, ki vsakomur pritegne pogled: mestna hiša. Prvotno je bila to enonadstropna kurija Vaka Bottyána (János Bottyán, Bottyán Slepi), kuruškega generala (1689). Prvo nadstropje je bilo zgrajeno na njenem vrhu leta 1729. Hiša je pogorela v 1750-ih. Prezidana je bila po načrtih lokalnega arhitekta Antala Hartmanna. Na njeni fasadi je rezbarija iz rdečega marmorja, ki predstavlja grb Esztergoma (palača znotraj grajskega obzidja, zaščitena s stolpi, s ščiti Árpádovcev spodaj). Na vogalu stavbe je konjeniški kip Vaka Bottyána (ustvaril István Martsa) spominja na prvotnega lastnika hiše.
Kip Trojice na sredini trga je ustvaril György Kiss leta 1900. V ulici Bottyána Jánosa, blizu mestne hiše, so dobro okrašene baročne hiše. Tu stoji frančiškanska cerkev (zgrajena med letoma 1700 in 1755). Nasproti te stavbe stoji baročna palača, ki je pripadala družini Sándor Earl.

### Druge cerkve
V smeri proti Duni Kis je župnijska cerkev, ki jo je zgradil arhitekt Ignác Oratsek. Nekoliko naprej je klasicistična cerkev svete Ane. Pravoslavno cerkev na ulici Kossuth Lajos 60 so okoli leta 1770 zgradili srbski naseljenci v Esztergomu.

## Gospodarstvo
Tovarna Magyar Suzuki Corporation je bila odprta leta 1992 kot evropska baza japonskega proizvajalca avtomobilov Suzuki. Ima proizvodno zmogljivost 300.000 vozil na leto in je največje zaposlovalno podjetje v mestu z 2682 zaposlenimi (statistično povprečje 2022).
Ima Letališče Esztergom.